# Віктор'ян Адебайор
Віктор'ян Адебайор (фр. Victorien Adebayor, нар. 12 листопада 1996, Ніамей) — нігерський футболіст, півзахисник єгипетського клубу «ЕНППІ Клуб».
Виступав, зокрема, за клуби «Дуан» (Ніамей) та «Інтер Еллайс», а також національну збірну Нігеру.

## Клубна кар'єра
У дорослому футболі дебютував 2014 року виступами за команду «Дуан» (Ніамей), в якій провів три сезони. 
Згодом з 2017 по 2018 рік грав у складі команд «Раон-л'Етап», ЖНН, «Інтер Еллайс» та «Вайле».
Своєю грою за останню команду знову привернув увагу представників тренерського штабу клубу «Інтер Еллайс», до складу якого повернувся 2018 року. Цього разу відіграв за команду з Аккри наступні два сезони своєї ігрової кар'єри. У складі «Інтер Еллайс» був одним з головних бомбардирів команди, маючи середню результативність на рівні 0,92 гола за гру першості.
Протягом 2020—2021 років захищав кольори клубів «ГБ Кеге» та «Легон Сітіс».
До складу клубу «ЕНППІ Клуб» приєднався 2021 року. 

## Виступи за збірну
У 2015 році дебютував в офіційних матчах у складі національної збірної Нігеру.